# Boyd River (Wedge River)
Der Boyd River ist ein Fluss im Südwesten des australischen Bundesstaates Tasmanien. 

## Geografie

### Flusslauf
Der fast 25 Kilometer lange Fluss entspringt an den Osthängen des Mount Wedge unweit der Südostecke des Lake Gordon. Von dort fließt er nach Norden, unterquert die Gordon River Road (B61) und mündet in den Lake Gordon und damit in den Wedge River.

### Durchflossene Stauseen
- Lake Gordon – 296 m[1]